# Bohdan Zymbal
Bohdan Witalijowytsch Zymbal (ukrainisch Богдан Віталійович Цимбал, englisch Bogdan Tsymbal; * 9. August 1997 in Sumy) ist ein ukrainischer Biathlet. Er gab 2020 sein Debüt im Weltcup und nahm an den Olympischen Spielen 2022 teil.

## Sportliche Laufbahn
Bohdan Zymbal, der seit 2008 Biathlon betreibt, gab sein internationales Debüt im Rahmen der Jugendweltmeisterschaften 2016, bei denen er als Zehnter im Sprint, Siebter in der Verfolgung und Sechster mit der ukrainischen Herrenstaffel bereits in drei Wettbewerben unter die besten Zehn laufen konnte. In den folgenden beiden Jahren wurde er häufig im IBU-Junior-Cup eingesetzt und erzielte auf dieser Ebene als beste Platzierung einen sechsten Rang Ende 2017 in Obertilliach. Zu einem großen Erfolg wurden die Junioreneuropameisterschaften 2018, denn der Ukrainer ergatterte dank fehlerfreier Schießleistung die Bronzemedaille im Sprint und verbesserte sich in der zugehörigen Verfolgung noch einmal um einen Platz, wobei er das Rennen mit weniger als zwei Sekunden Rückstand auf den Sieger Igor Malinowski abschloss. Eine weitere Medaille gewann er im Rahmen der Sommerbiathlon-Juniorenweltmeisterschaften im August des Jahres als Zweiter des Verfolgungsrennens.

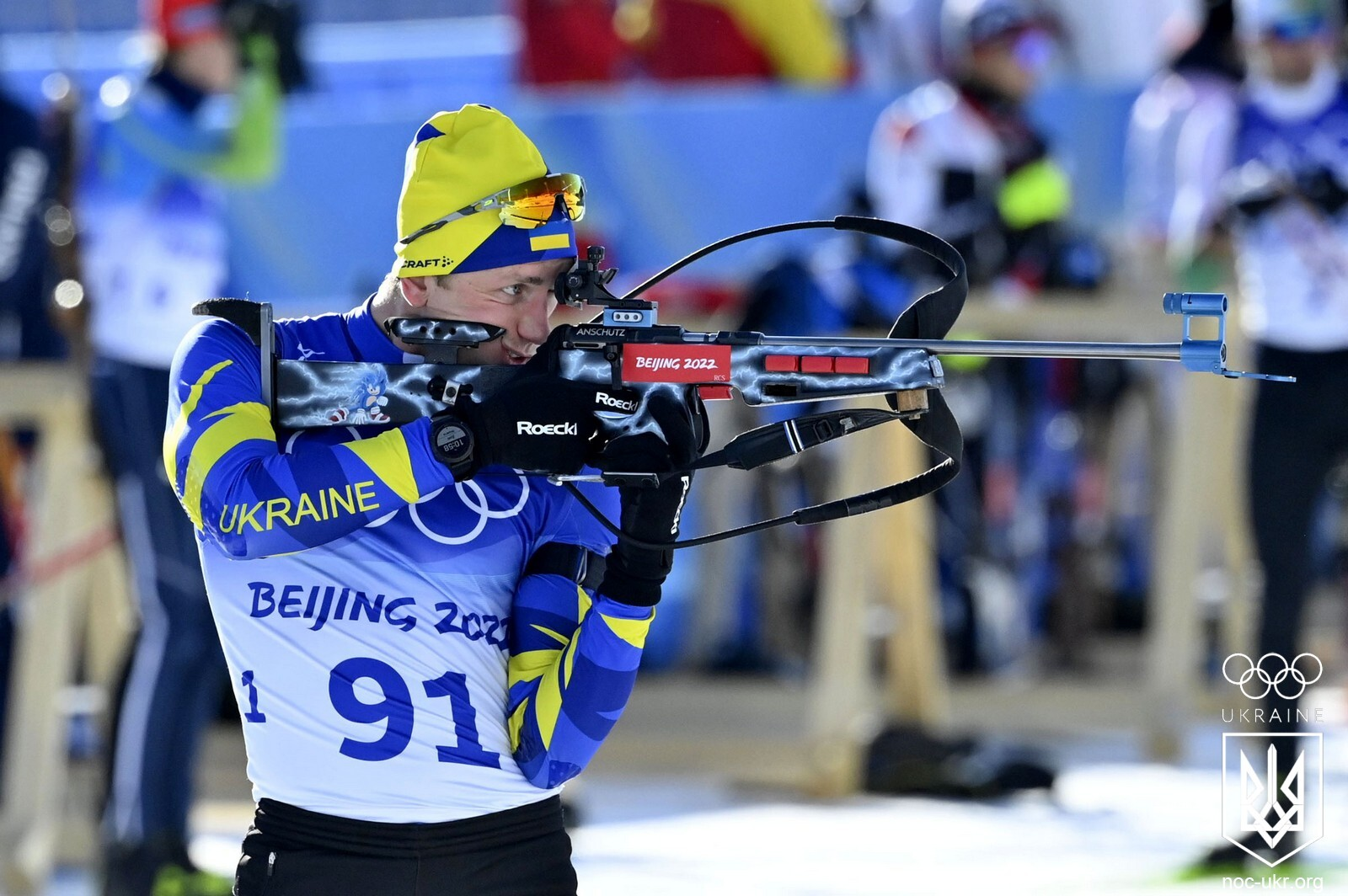
Zymbal bei den Olympischen Spielen 2022

In der Saison 2018/19 wurde Zymbal erstmals im IBU-Cup der Senioren eingesetzt und gewann bei seinem Debüt im November 2018 als 34. des Sprints von Idre sofort erste Ranglistenpunkte, auch bei zwei weiteren Wettkämpfen in Ridnaun lief er in die Punkteränge. Bei den Juniorenweltmeisterschaften schrammte er als Vierter des Sprints nur knapp an einer Medaille vorbei. Im Winter 2019/20 war der Ukrainer nun fester Bestandteil der IBU-Cup-Mannschaft und konnte seine Ergebnisse aus dem Vorjahr stark verbessern. So belegte er in Ridnaun den sechsten Rang im Supersprint und in Obertilliach sogar Platz fünf im Sprint. Daraufhin gab er im Januar 2020 in Oberhof sein Weltcupdebüt feiern, kam aber im Sprint nicht über einen 106. Platz hinaus. Bei drei weiteren Einsätzen im Saisonverlauf verbesserte er sich bis auf Rang 65, auch nahm er an den Weltmeisterschaften teil und wurde 67. des Sprints. In der Saison 2020/21 wurde Zymbal schließlich regelmäßig im Weltcup eingesetzt, wurde aber nach Ende des ersten Trimesters zunächst wieder auf die zweite Wettkampfebene versetzt. Dabei zeigte er am Arber mit Rang sechs im Sprint sowie dem zweiten Platz mit der Männerstaffel, was seine erste Podiumsplatzierung darstellte, sein Können. Auch die Europameisterschaften endeten mit dem Gewinn der Bronzemedaille im Mixedwettkampf – gemeinsam mit Iryna Petrenko, Wita Semerenko und Artem Pryma – erfolgreich. Daher wurde der Ukrainer auch für die WM auf der Pokljuka-Hochebene in Slowenien nominiert und ergatterte als 29. des Sprints sowie 17. der Verfolgung seine ersten Weltcuppunkte. Als Startläufer der Staffel wurde er mit Dmytro Pidrutschnyj, Artem Pryma und Anton Dudtschenko Fünfter.
In den Winter 2021/22 fand Zymbal zunächst schleppend hinein; nach dem Jahreswechsel zeigte er allerdings auf, als er in Oberhof 23. und 19. in Sprint und Verfolgung wurde und in der Folgewoche in Ruhpolding mit Platz 17 im Sprint seine persönliche Bestleistung einstellte. Er war auch Teil des ukrainischen Aufgebots für die Olympischen Spiele, kam aber in keinem Individualrennen unter die besten 50. 2022/23 lief der 25-Jährige siebenmal in die niedrigen Punkteränge, mit der Männer- und Mixedstaffel gelang ihm zumeist ein Top-10-Ergebnis. Seither fielen Zymbals Leistungen etwas ab: In den folgenden beiden Saisons bekam er insgesamt nur sieben Einzelstarts im Weltcup und verpasste durchgehend die Top 40. Stattdessen lief er hauptsächlich im IBU-Cup, wo im März 2024 im Kurzeinzel von Obertilliach sowie im März 2025 im Massenstart von Otepää jeweils ein zwölfter Rang als Bestergebnis zu Buche stand.

## Persönliches
Zymbal ist verheiratet und stammt aus Sumy.

## Statistiken

### Weltcupplatzierungen
Die Tabelle zeigt alle Platzierungen (je nach Austragungsjahr einschließlich Olympische Spiele und Weltmeisterschaften).
- 1.–3. Platz: Anzahl der Podiumsplatzierungen
- Top 10: Anzahl der Platzierungen unter den ersten zehn (einschließlich Podium)
- Punkteränge: Anzahl der Platzierungen innerhalb der Punkteränge (einschließlich Podium und Top 10)
- Starts: Anzahl gelaufener Rennen in der jeweiligen Disziplin
- Staffel: inklusive Mixed- und Single-Mixed-Staffeln

| Platzierung               | Einzel | Sprint | Verfolgung | Massenstart | Staffel | Gesamt |
| ------------------------- | ------ | ------ | ---------- | ----------- | ------- | ------ |
| 1. Platz                  |        |        |            |             |         |        |
| 2. Platz                  |        |        |            |             |         |        |
| 3. Platz                  |        |        |            |             |         |        |
| Top 10                    |        |        |            |             | 13      | 13     |
| Punkteränge               | 3      | 4      | 6          |             | 15      | 28     |
| Starts                    | 9      | 26     | 10         |             | 15      | 60     |
| Stand: Saisonende 2024/25 |        |        |            |             |         |        |

### Weltcupwertungen
Ergebnisse bei Biathlon-Weltcups (Disziplinen- und Gesamtweltcup) gemäß Punktesystem:
| Saison  | Einzel | Einzel | Sprint | Sprint | Verfolgung | Verfolgung | Massenstart | Massenstart | Gesamt | Gesamt |
| Saison  | Platz  | Punkte | Platz  | Punkte | Platz      | Punkte     | Platz       | Punkte      | Platz  | Punkte |
| ------- | ------ | ------ | ------ | ------ | ---------- | ---------- | ----------- | ----------- | ------ | ------ |
| 2020/21 | –      | –      | 71.    | 12     | 44.        | 32         | –           | –           | 61.    | 44     |
| 2021/22 | –      | –      | 50.    | 46     | 61.        | 18         | –           | –           | 60.    | 64     |
| 2022/23 | 43.    | 19     | 80.    | 5      | 50.        | 23         | –           | –           | 57.    | 47     |

### Olympische Winterspiele

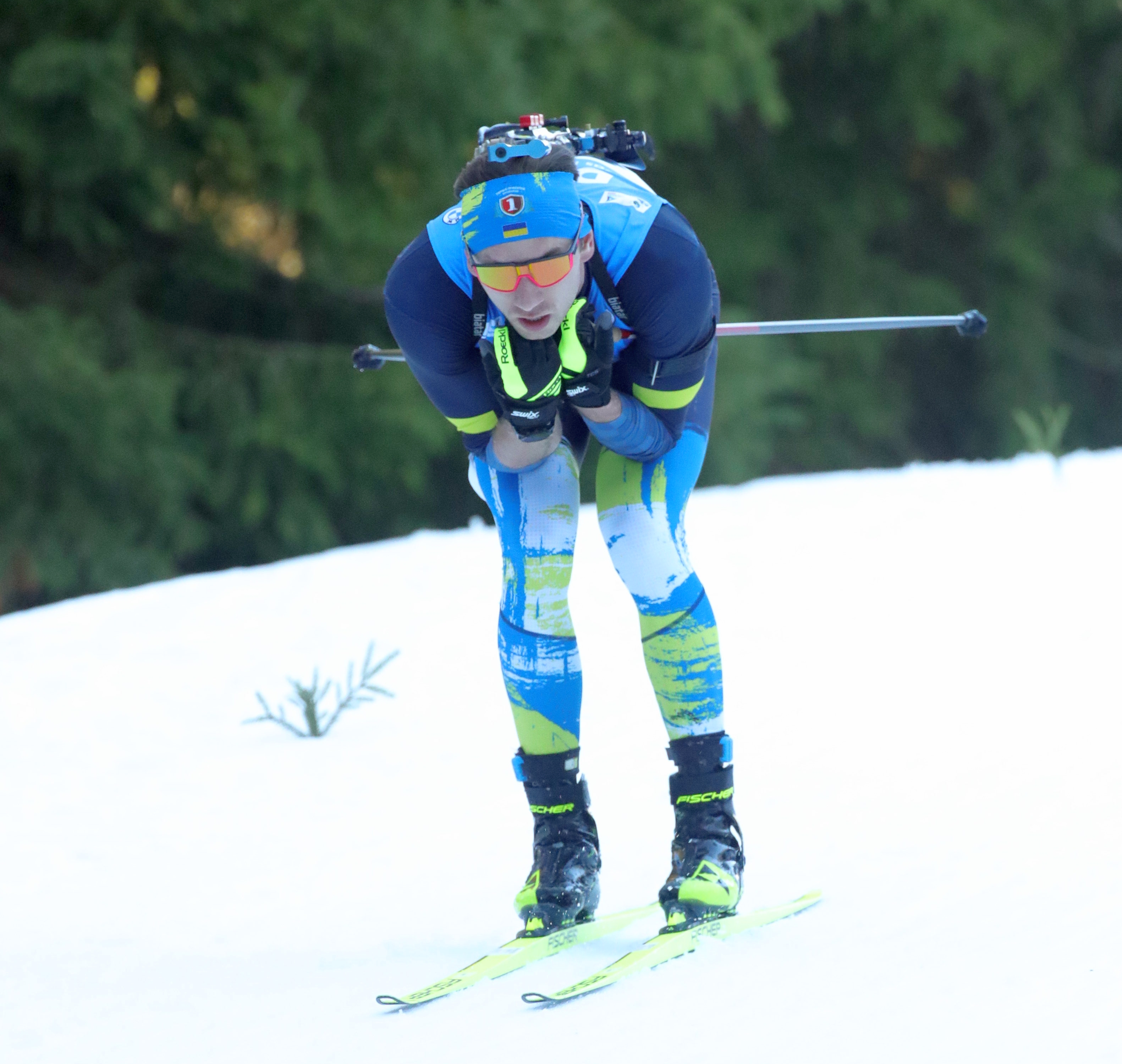
Zymbal während des Einzelrennens bei der WM 2023 in Oberhof

Ergebnisse bei Olympischen Winterspielen:
|                                        | Einzelwettbewerbe | Einzelwettbewerbe | Einzelwettbewerbe | Einzelwettbewerbe | Staffelwettbewerbe | Staffelwettbewerbe |
| Einzel                                 | Sprint            | Verfolgung        | Massenstart       | Männerstaffel     | Mixedstaffel       |                    |
| -------------------------------------- | ----------------- | ----------------- | ----------------- | ----------------- | ------------------ | ------------------ |
| Olympische Winterspiele 2022 \| Peking | 55.               | 66.               | –                 | –                 | 9.                 | –                  |

### Weltmeisterschaften
Ergebnisse bei Weltmeisterschaften:
| Weltmeisterschaften | Weltmeisterschaften | Einzelwettbewerbe | Einzelwettbewerbe | Einzelwettbewerbe | Einzelwettbewerbe | Staffelwettbewerbe | Staffelwettbewerbe | Staffelwettbewerbe |
| Jahr                | Ort                 | Einzel            | Sprint            | Verfolgung        | Massenstart       | Männerstaffel      | Mixedstaffel       | S.-M.-Staffel      |
| ------------------- | ------------------- | ----------------- | ----------------- | ----------------- | ----------------- | ------------------ | ------------------ | ------------------ |
| 2020                | Antholz             | –                 | 67.               | –                 | –                 | –                  | –                  | –                  |
| 2021                | Pokljuka            | –                 | 29.               | 17.               | –                 | 5.                 | –                  | –                  |
| 2023                | Oberhof             | 39.               | 29.               | 40.               | –                 | 13.                | –                  | –                  |

### Jugend-/Juniorenweltmeisterschaften
Zymbal nahm 2016 an den Jugend- und ab 2018 an den Juniorenwettkämpfen teil.
| Weltmeisterschaften | Weltmeisterschaften | Einzelwettbewerbe | Einzelwettbewerbe | Einzelwettbewerbe | Männerstaffel |
| Jahr                | Ort                 | Einzel            | Sprint            | Verfolgung        | Männerstaffel |
| ------------------- | ------------------- | ----------------- | ----------------- | ----------------- | ------------- |
| 2016                | Cheile Grădiștei    | 27.               | 10.               | 7.                | 6.            |
| 2018                | Otepää              | 12.               | 31.               | 24.               | 7.            |
| 2019                | Osrblie             | 37.               | 4.                | 9.                | 8.            |